# Sankt-Stephan-Talbrücke
Die Sankt-Stephan-Talbrücke (ungarisch Szent István völgyhíd; im örtlichen Sprachgebrauch oft nur Viadukt genannt) ist eine Straßenbrücke in der ungarischen Stadt Veszprém. In der hügeligen Stadt verbindet sie den Jerusalemberg (Jeruzsálemhegy) und den Friedhofberg (Temetőhegy), bzw. die Straßen Dósza György utca mit der Pápai utca. Früher war die Pápai utca der Beginn der Hauptstraße 8 nach Graz. Sie ist nach Stephan I., dem Begründer des Königreiches Ungarn, benannt.

## Beschreibung
Das 185 m lange Bauwerk besteht aus zwei großen Stahlbeton-Bogenbrücken, die durch die Kuppe eines Hügels voneinander getrennt sind. Die Aussichtsplattform auf diesem Hügel bietet einen weiten Blick über die Stadt bis hin zu den Bergen des Bakonywaldes. Die östliche, 95 m lange Brücke überquert in 37 m Höhe den Bach Séd und die Kittenberger Kálmán utca mit einem großen, 46 m weiten Bogen. Die etwas kleinere westliche, 75 m lange Brücke steht etwas erhöht in einem Seitental, wo sie mit zwei 27 m weiten Bögen die in das Veszprémtal hinabführende Veszprémvölgyi utca überquert.
Die Bögen bestehen jeweils aus zwei schlanken Bogenrippen, die untereinander durch flache Querbalken verbunden und versteift werden. Die Fahrbahn ist auf schmalen Stützen aufgeständert, die ebenfalls durch Querbalken verbunden sind. Architektonisch bedingte Einzelheiten wie die vielfältigen schrägen Anschlüsse im Tragwerk und die kleinen Konsolen an den mehrfach abgestuften Seiten des Fahrbahnträgers deuten darauf hin, dass zum Zeitpunkt des Baus der Brücke die Lohnkosten einer komplizierten Schalung eine vergleichsweise geringere Bedeutung als die Materialkosten hatten.
Die Brücke wurde von Róbert Folly entworfen und in den Jahren 1936 und 1937 erbaut.

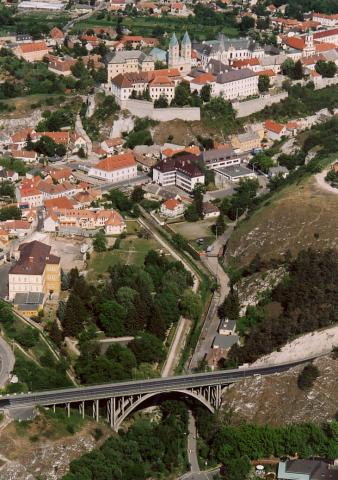
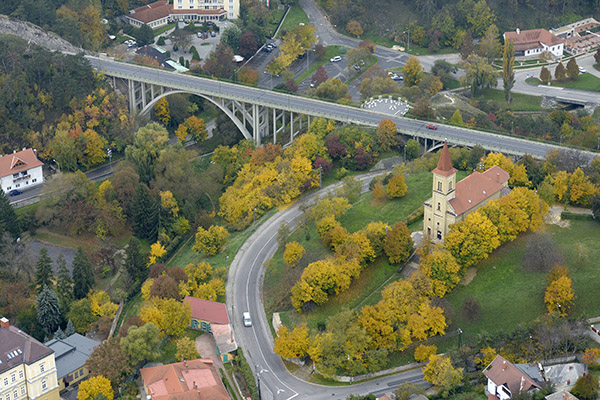
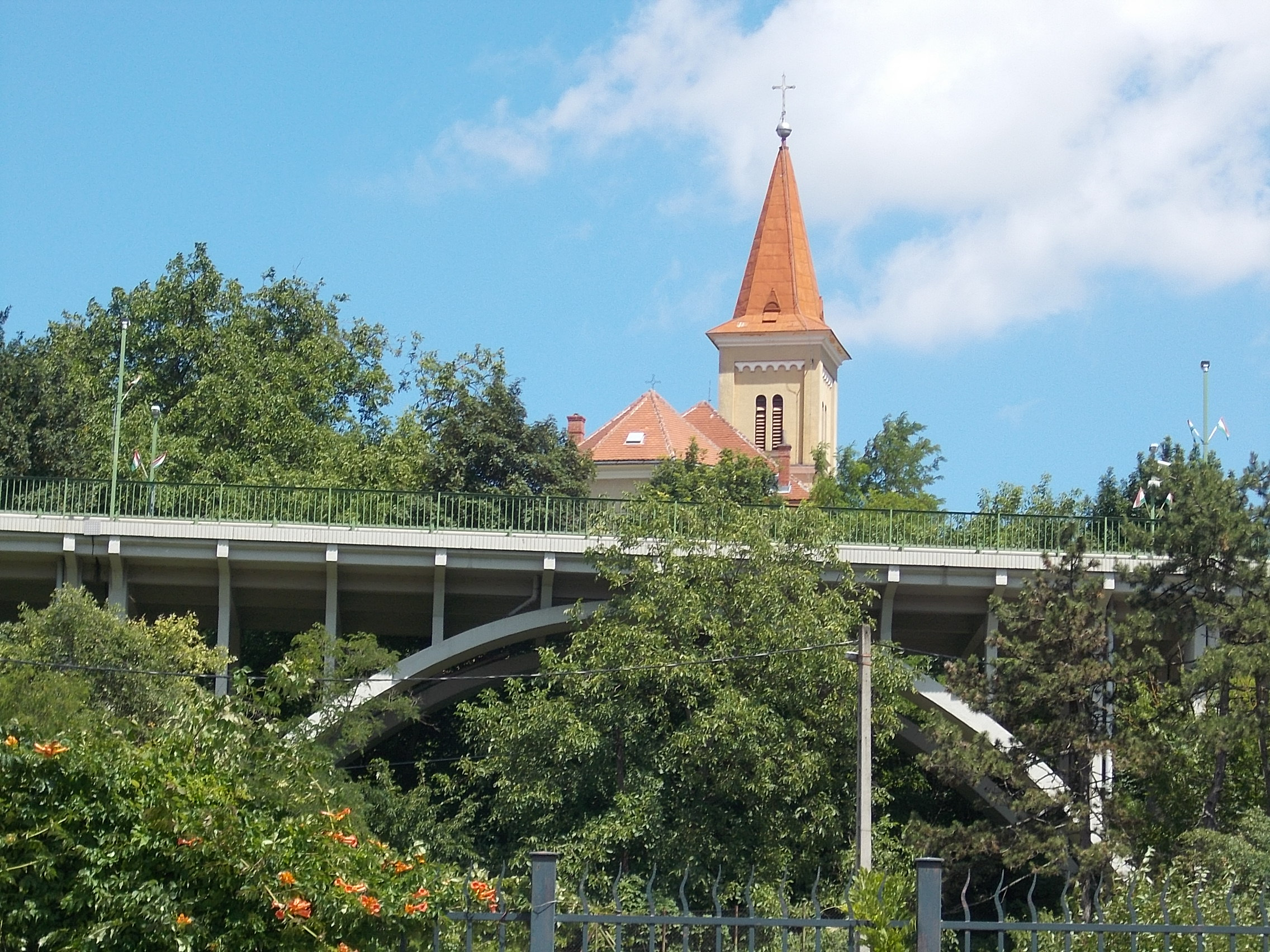
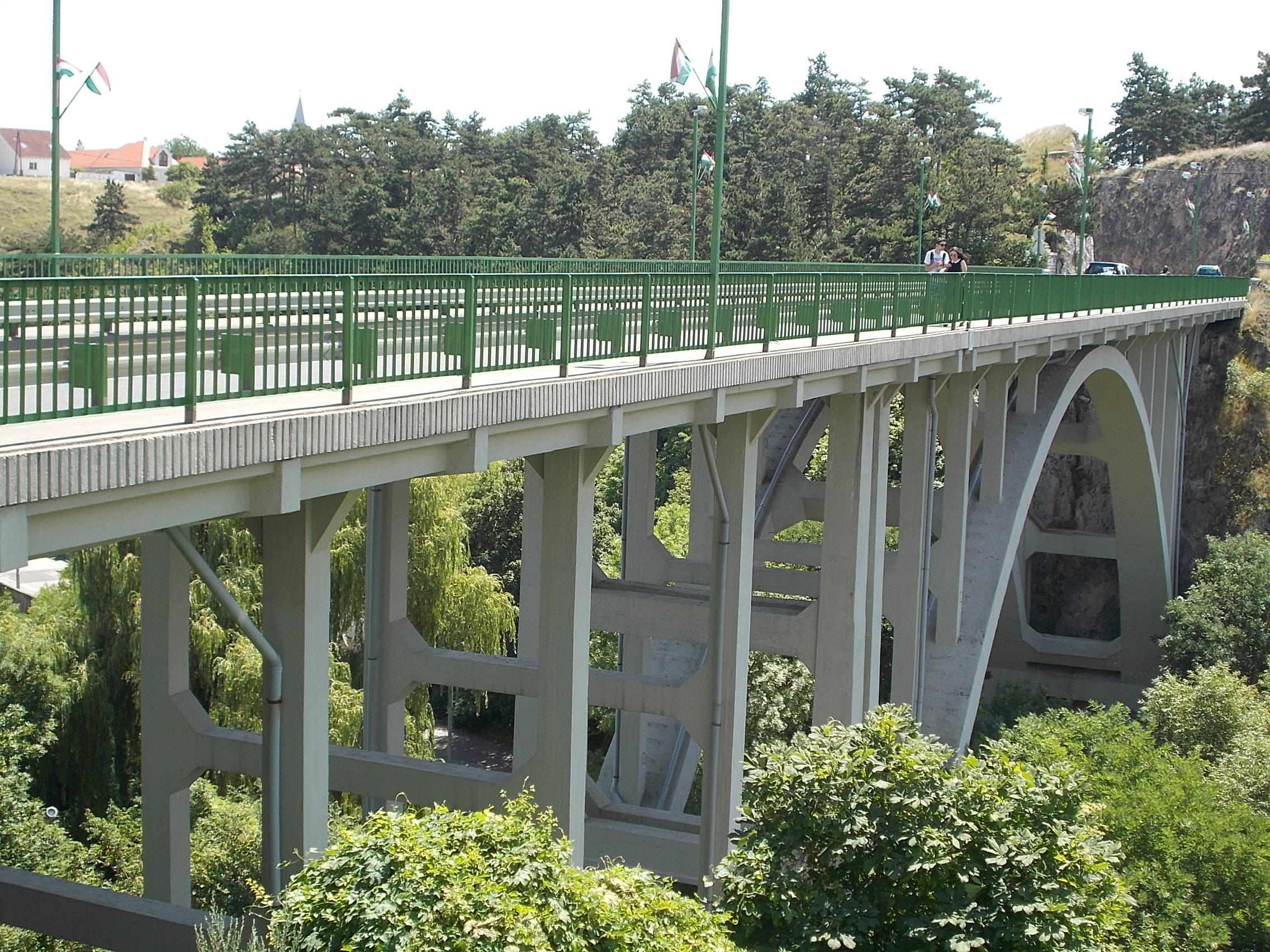